# 哈瑟爾特 (上愛塞省)

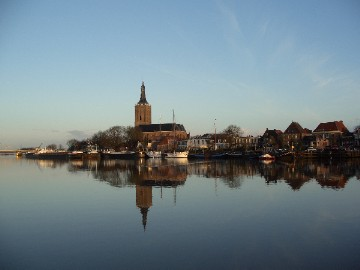

哈瑟爾特（荷兰语：Hasselt）是荷蘭上愛塞省市镇兹瓦特瓦特兰的一个城市，位於該國東部茲沃勒以北約7公里，出土文物顯示該地區自史前時代有人類居住，2008年人口6,959。
52°35′27″N 6°05′28″E / 52.59083°N 6.09111°E